# 古加泰罗尼亚语
古加泰罗尼亚语是对中世纪阿拉贡王权下加泰隆尼亚公国、巴伦西亚王国、巴利阿里群岛、撒丁岛等地使用的罗曼语的统称。这些地区的口音形成了一个向北到卢瓦尔河谷、向东到北意大利的方言连续体，今日一般称为古奥克语。古加泰罗尼亚语可视作是古奥克语的一个方言群，或与古奥克语（或古普罗旺斯语）平级，为奥克-罗曼语支下的方言群。
现代将加泰罗尼亚语和奥克语分开讨论并不说明两者在历史上也是分离的。现代加泰罗尼亚语方言在19世纪仍被认为是奥克语下一种语言的方言，当时加泰罗尼亚语使用者自称自己说“Lengua lemosina”，即用利穆赞方言作为奥克语的转喻。

## 音系

### 辅音
|        |      | 唇音 | 齿音/ 齿龈音 | 硬颚音 | '''软腭音''' | '''软腭音''' |
| 原位   | 唇化 | 唇音 | 齿音/ 齿龈音 | 硬颚音 |              |              |
| ------ | ---- | ---- | ------------ | ------ | ------------ | ------------ |
| 鼻音   | 鼻音 | m    | n            | ɲ      | （ŋ）        |              |
| 塞音   | 清   | p    | t            |        | k            | kʷ           |
| 塞音   | 浊   | b    | d            |        | ɡ            | ɡʷ           |
| 塞擦音 | 清   |      | ts           | tʃ     |              |              |
| 塞擦音 | 浊   |      | dz           | dʒ     |              |              |
| 擦音   | 清   | f    | s            | ʃ      |              |              |
| 擦音   | 浊   | v    | z            | （ʒ）  |              |              |
| 近音   | 央音 |      |              | j      |              | w            |
| 近音   | 边音 |      | l            | ʎ      |              |              |
| R音    | R音  |      | r ~ ɾ        |        |              |              |

#### 边音
据信古加泰罗尼亚语有复辅音/jl/并与/ʎ/在非词首位置对立。前者来自拉丁语C'L、G'L、LE、LI ，写作⟨yl⟩、⟨il⟩，而后者写作⟨ll⟩。硬颚边音在现代加泰罗尼亚语中无变化，但/jl/在大多数方言中都与/ʎ/合流。少数方言中/l/消失、与/j/合流。
12世纪左右，词首的/l/变为/ʎ/，但直到15世纪还写作⟨l⟩。:93

#### 唇齿音
14世纪左右，部分方言中/v/开始与/b/合流，该过程被称作betacism。:196现在它们间的对立仅见于巴伦西亚、巴利阿里群岛和南塔拉戈纳的部分口音。

### 元音
|          | 前元音 | 央元音 | 后元音 |
| -------- | ------ | ------ | ------ |
| 闭元音   | i      |        | u      |
| 半闭元音 | e      | ə      | o      |
| 半开元音 | ɛ      | ə      | ɔ      |
| 开元音   | a      | a      | a      |

此元音图表示古加泰罗尼亚语元音音位的大致位置，仅作示意。

原始罗曼语/e/和/ɛ/发生了换位。首先，/e/央化为/ə/，接着/ɛ/高化为/e/。现代中部加泰罗尼亚语中，重读的/ə/前移至/ɛ/，使得原始罗曼语的元音对立顺时针转了一圈。巴利阿里方言则仍保留着重读的/ə/。
一般假设，在书面文学出现之前，所有加泰罗尼亚语方言都经历过重音前元音的弱化。13世纪左右，重音前的/a/和/e/逐渐开始在东部方言的书写中混淆，随后扩张到所有非重读的/a/和/e/，该过程大约到15世纪完成。
重读音节后位于词尾的/e, o/消失。据部分历史学研究，词尾的鼻音曾统一为软腭鼻音，在现代加泰罗尼亚语中彻底消失：[ˈpãŋ]→[ˈpã]→[ˈpa]。

## 正字法
目前的加泰罗尼亚语正字法主要基于中世纪时的语音实际，有些发音已经发生了音变。
- 重音符（如⟨´⟩、⟨`⟩）和分音符⟨¨⟩用得更少了。
- 波浪号⟨~⟩有时用在元音上，代替后跟的⟨m⟩或⟨n⟩。
- 间隔号⟨·⟩常用于表示省音和断字，一般用在字母⟨l⟩上面。比如: 棒的 Excel·lent, 聪明的 Intel·ligent
- ⟨c⟩在⟨e⟩、⟨i⟩前、⟨ç}}和词尾的⟨z}}（与/s/合流后也写作⟨ç⟩、⟨s⟩，后来标准化为⟨ç⟩）表示/ts/，现代演化为/s/：古加泰罗尼亚语/ˈtsɛl/>现代cel/ˈsɛl/
- ⟨ch⟩、⟨ph⟩、⟨rh⟩和⟨th⟩表示/k/、/f/、/r/和/t/。中世纪文本常与⟨c⟩、⟨f⟩、⟨r⟩、⟨t⟩混淆
- ⟨ch⟩表示/tʃ/，特别是在巴伦西亚方言中
- 词尾的⟨ch⟩用于表示/k/，现代的⟨c⟩大约到20世纪初才出现；例如，现代曾写作（“朋友”）。
- ⟨yl⟩、⟨il⟩用于表示/jl/。现代读作/ʎ/或/j/，取决于方言。两者现在都写作⟨ll⟩：现代写作或（“镜子”），参拉丁语。
- 词首的/l/在12世纪演化为/ʎ/，直到15世纪都写作⟨l}}以与拉丁词源维持一致。[6]:93现代写作⟨ll}}：如现代写作（“书”），参拉丁语。
- ⟨h⟩常省略：现代曾写作（“有”），参拉丁语。
- ⟨h⟩有时用于标记元音间隙：现代曾写作（“邻居”）
- 词尾清阻碍音一般按实际发音写。现代则依拉丁词源用浊音字母：现代曾写作（“冷”），参拉丁语。

## 历史

### 中世纪早期

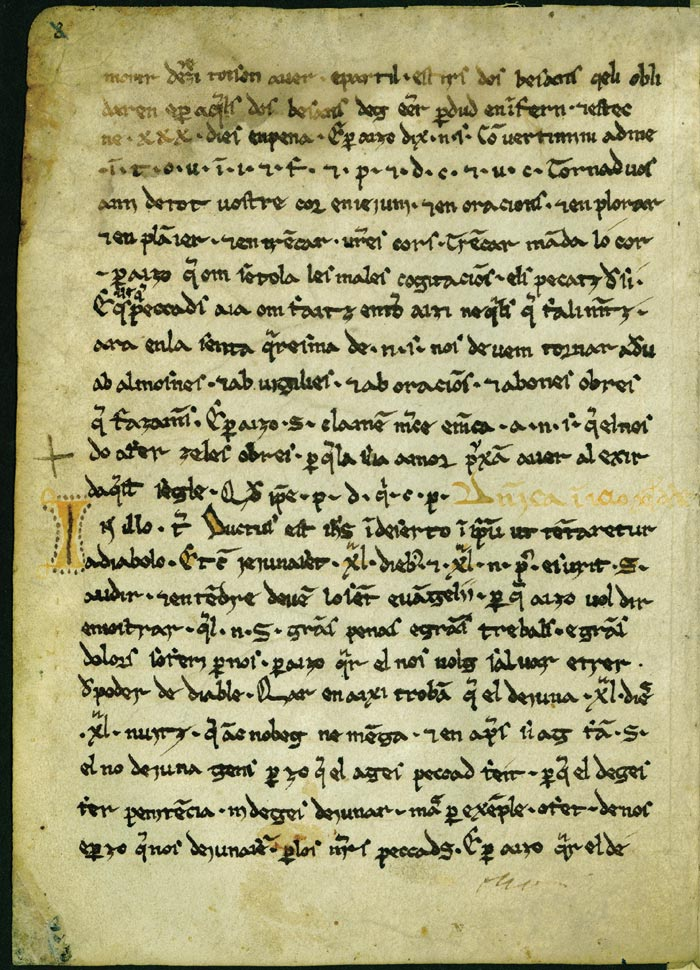
《奥尔加尼亚的讲道》（12世纪末），加泰罗尼亚语写的的第一批书面。

到9世纪，比利牛斯山脉两侧、塔拉科西班牙大主教管区的通俗拉丁语已经演化为加泰罗尼亚语。:6–7自8世纪开始，加泰罗尼亚语开始从其故地向南、向西扩张，吸收了部分西班牙阿拉伯语的特色。:6–7
这一现象随着巴塞隆纳伯国在988年从加洛林帝国中分离而越发显著。:6–7到9世纪，基督教统治者占领了今日的北加泰罗尼亚（“老加泰罗尼亚”），11和12世纪期间其领地向北扩张到埃布罗河（“新加泰罗尼亚”）。:6–7在13世纪，加泰罗尼亚人扩张到巴伦西亚王国，经巴利阿里群岛抵达撒丁岛。:6–7
据历史学家海梅·维兰纽瓦（Jaime Villanueva）（1756–1824），最早的加泰罗尼亚语句子可能是里波尔一份8世纪手稿，但原件已经亡佚了。现存的是10或11世纪初的所写的滑稽笔记：Magister m[eu]s no vol que em miras novel（“我主人不想你看我，新手”）。:55–93
在11世纪，以仿拉丁语写就的数份封建文档（主要为誓言和投诉）开始展现加泰罗尼亚语特征，开始出现罗曼语的词甚至整句。:37–38其中有着独特史学、语言学价值的是《庞斯一世诉状》 （ca. 1050–1060），出现了许多罗曼语的整句。:37–3811世纪末开始出现完全以加泰罗尼亚语写成的文本，如《卡波埃领主Guitard Isarn的投诉》（ca. 1080–1095）或《皮尔·拉蒙伯爵和平与休战誓言》（1098）。:37–38加泰罗尼亚语和高卢-罗曼语支语言共享许多特征，古加泰罗尼亚语在11至14世纪间自古奥克语中分化出来。

### 中世纪晚期

中世纪晚期是加泰罗尼亚语的黄金时代，文化影响力达到极盛。:6–7这可见于马略卡博物学家拉蒙·柳利（1232–1315）的著作、加泰罗尼亚四史诗（13-14世纪）和巴伦西亚诗派，在奥西亚斯·马尔希（1397–1459）时代告终。:6–7
到15世纪，巴伦西亚成为了西地中海的社会文化中心之一，加泰罗尼亚语得以在地中海地区传播。:6–7皇室宣传政治繁荣与语言稳定相关的观念，催生了标准语的制定。:6–7
祖亚诺·马杜尼的出色的:6–7骑士精神小说《骑士蒂朗》（1490）展现了中世纪价值观向文艺复兴的转变，这也可以在Bernat Metge和Andreu Febrer的作品中观察到。:6–7这一时期加泰罗尼亚语是Costa Carreras所谓“中世纪欧洲的‘大语言’”之一。:6–7文艺复兴与印刷机的发明和普及紧密相关，伊比利亚半岛第一份可移动印刷机印刷的书诞生于1474年。:6–7

## 书目
- Costa Carreras, Joan; Yates, Alan. . Instutut d'Estudis Catalans & Universitat Pompeu Fabra & Jonh Benjamins B.V. 2009: 6–7  [2022-01-13]. ISBN 978-90-272-3264-9. （原始内容存档于2022-04-07）.
- Duarte i Montserrat, Carles; Alsina i Keith, Àlex, , Curial, 1984, ISBN 8472562344
- Moran, Josep. . Barcelona: Publicacions de l'Abadia de Monsterrat. 1994: 55–93  [2022-01-13]. ISBN 84-7826-568-6. （原始内容存档于2022-04-08） （加泰罗尼亚语）.
- Moran, Josep. . Barcelona: Publicacions de l'Abadia de Montserrat. 2004: 37–38  [2022-01-13]. ISBN 84-8415-672-9. （原始内容存档于2022-05-07） （加泰罗尼亚语）.
- Recasens, Daniel.  2nd. Barcelona: Institut d'Estudis Catalans. 1996. ISBN 9788472833128.
- Riquer, Martí de.  1. Barcelona: Ariel. 1964 （加泰罗尼亚语）.
- Veny, Joan. . . Barcelona: Publicacions de l'Abadia de Montserrat. 1997: 9–18  [2022-01-13]. ISBN 84-7826-894-4. （原始内容存档于2022-04-08）.